# Werkblei
Werkblei ist noch unreines Rohblei, welches sich während des Verhüttungsprozesses im unteren Teil des Ofens ansammelt und bis zu 5 % Verunreinigungen wie Kupfer, Zinn, Antimon, Arsen, Bismut oder Edelmetalle wie Silber und Gold in wechselnden Anteilen enthält. Hierbei wird die silberreiche Legierung Güldischsilber genannt.
Das Werkblei verlässt mit ca. 900 bis 1000 °C den Ofen und scheidet bereits beim Abkühlen die Verunreinigungen aus, die bei niedrigeren Temperaturen im Blei schlecht löslich sind. Diese werden als Schlicker abgezogen und entweder in den Ofen zurückgegeben oder separat aufgearbeitet.
Das Werkblei hat je nach Hütte unterschiedliche Zusammensetzung, kommt in der Regel nicht in den Handel, sondern wird weiter raffiniert zu Hüttenblei oder Feinblei.
Die pyrometallische Raffination des Bleis ist ein mehrstufiger Prozess. Antimon, Zink, Arsen, Kupfer, Nickel, Kobalt und Silber werden hier durch unterschiedliche Verfahren gewonnen. Dieses Aufreinigen und Vermarkten einiger dieser Beiprodukte und in erster Linie der Edelmetalle erhöhten die Ertragslage und die Wirtschaftlichkeit von Bleihütten erheblich.